# Anthonotha noldeae
Anthonotha noldeae là một loài thực vật có hoa trong họ Đậu. Loài này được (Rossberg) Exell & Hillc. miêu tả khoa học đầu tiên.